# Энвайронмент (искусство)

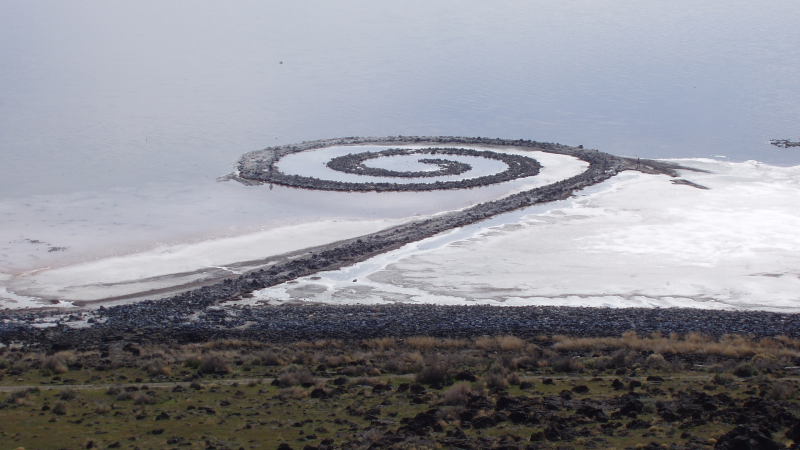
Роберт Смитсон, «Спиральная пристань»

Энвайронмент, инвайронмент (англ. environmental art — средовое искусство, англ. environment — окружающая среда) — одна из форм авангардного современного искусства.
Это ряд художественных практик, охватывающих как исторические подходы к природе в искусстве, так и более поздние экологические и политически мотивированные работы. Экологическое искусство развилось от формальных проблем, использования земли как скульптурного материала, к более глубоким связям систем, процессов и явлений с социальными проблемами. Комплексные социальные и экологические подходы, разработанные как этическая, направленная на восстановление экологии позиция, появились в 1990-х годах. За последние десять лет экологическое искусство стало темой выставок во всем мире, поскольку социальные и культурные аспекты изменения климата выходят на первый план.
Термин «Энвайронмент» часто охватывает «экологические» проблемы, но не описывается только ими. На первый план в энваронменте выходит связь художника с природой и использование естественных материалов. Эта концепция тесно связана с ленд-артом и развивающейся областью экологического искусства. Художники в энвайронменте часто используют идеи из науки и философии, что делает область междисциплинарной. Практика включает традиционные медиа, новые медиа и важнейшие общественные формы производства. Работы включает в себя полный спектр ландшафтных / экологических условий от сельских до пригородных и городских, а также городских / сельских промышленных.
Концепция энвайронмента заключается в вовлечении зрителя в арт-пространство, в слиянии окружающей среды с художественным объектом. Это направление стремилось сломать исторически сложившуюся традицию представления искусства как чего-то отличного от жизни, к созданию натуралистичных арт-объектов, имитирующих реальную среду. Зритель энвайронмента становится его «соучастником».. Энвайромент часто использовался в поп-арте.

## История: Пейзажная живопись и репрезентация

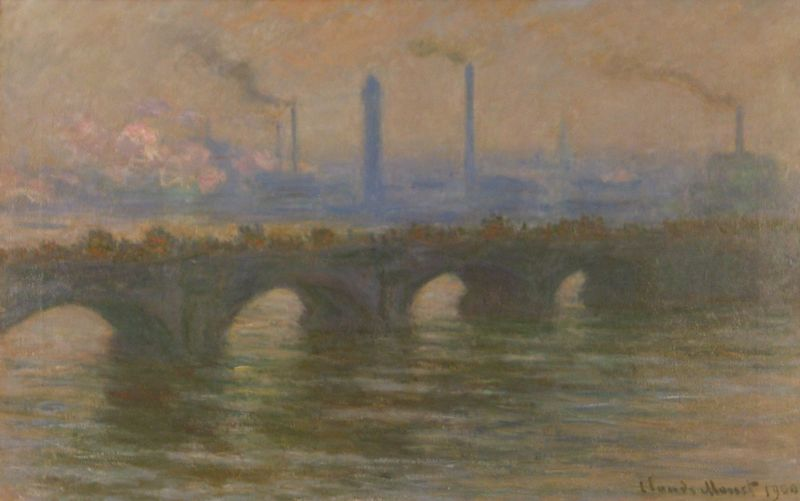
Клод Моне, «Мост Ватерлоо», Лондон

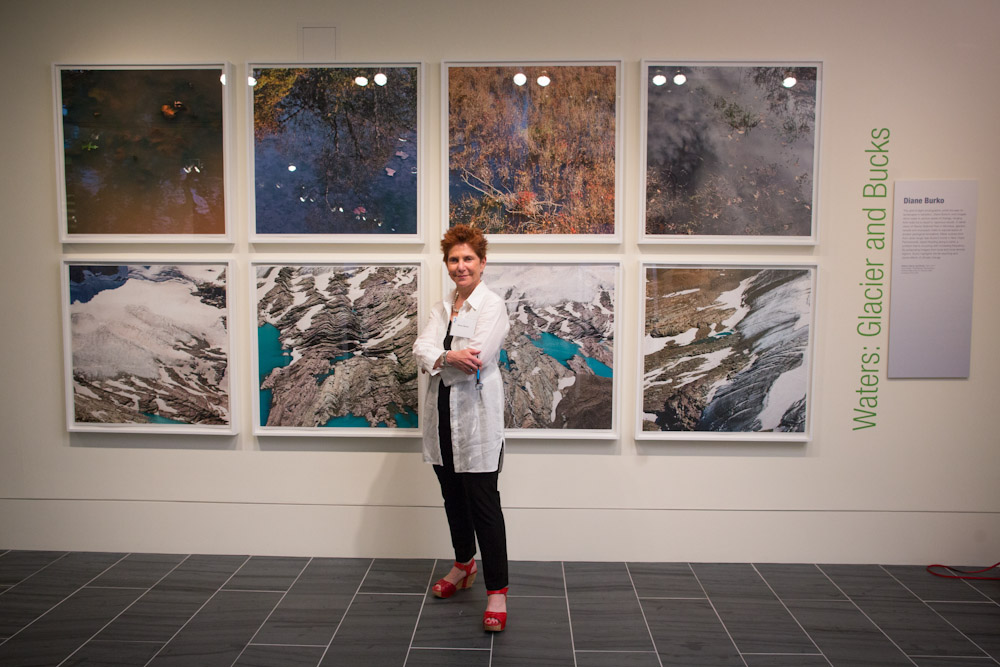
Диана Бурко, «Waters Glacier and Bucks» 2013

Можно утверждать, что энвайронмент как искусство началось с наскальных рисунков Палеолита. В то время как никакие пейзажи (пока) не были найдены, наскальные рисунки описывают другие аспекты природы, важные для пещерных людей, такие как животные и человеческие фигуры. «Это доисторические наблюдения за природой. Так или иначе, природа на протяжении веков оставалась приоритетной темой для творчества». Более современные примеры энвайронмента относят к пейзажной живописи и репрезентации. Когда художники рисовали на пленэре, они устанавливали глубокую связь с окружающей средой и погодой, и впоследствии переносили эти пристальные наблюдения на свои полотна. Картины неба Джона Констебла «наиболее точно описывают небо в природе». Лондонская серия Моне также иллюстрирует связь художника с окружающей средой. «Для меня пейзаж не существует сам по себе, так как его внешний вид меняется ежемоментно; окружающая атмосфера оживляет его, воздух и свет бесконечно варьируются, и только окружающая атмосфера дает субъектам их истинную ценность».
Современные художники, такие как Диана Бурко, отображают природные явления и их изменения во времени, чтобы рассказать об экологических проблемах и привлечь внимание к изменению климата.
Пейзажи Алексиса Рокмана изображают язвительный взгляд на изменение климата и вмешательство человечества в другие виды посредством генной инженерии.

## Энвайронмент и другие скульптурные формы

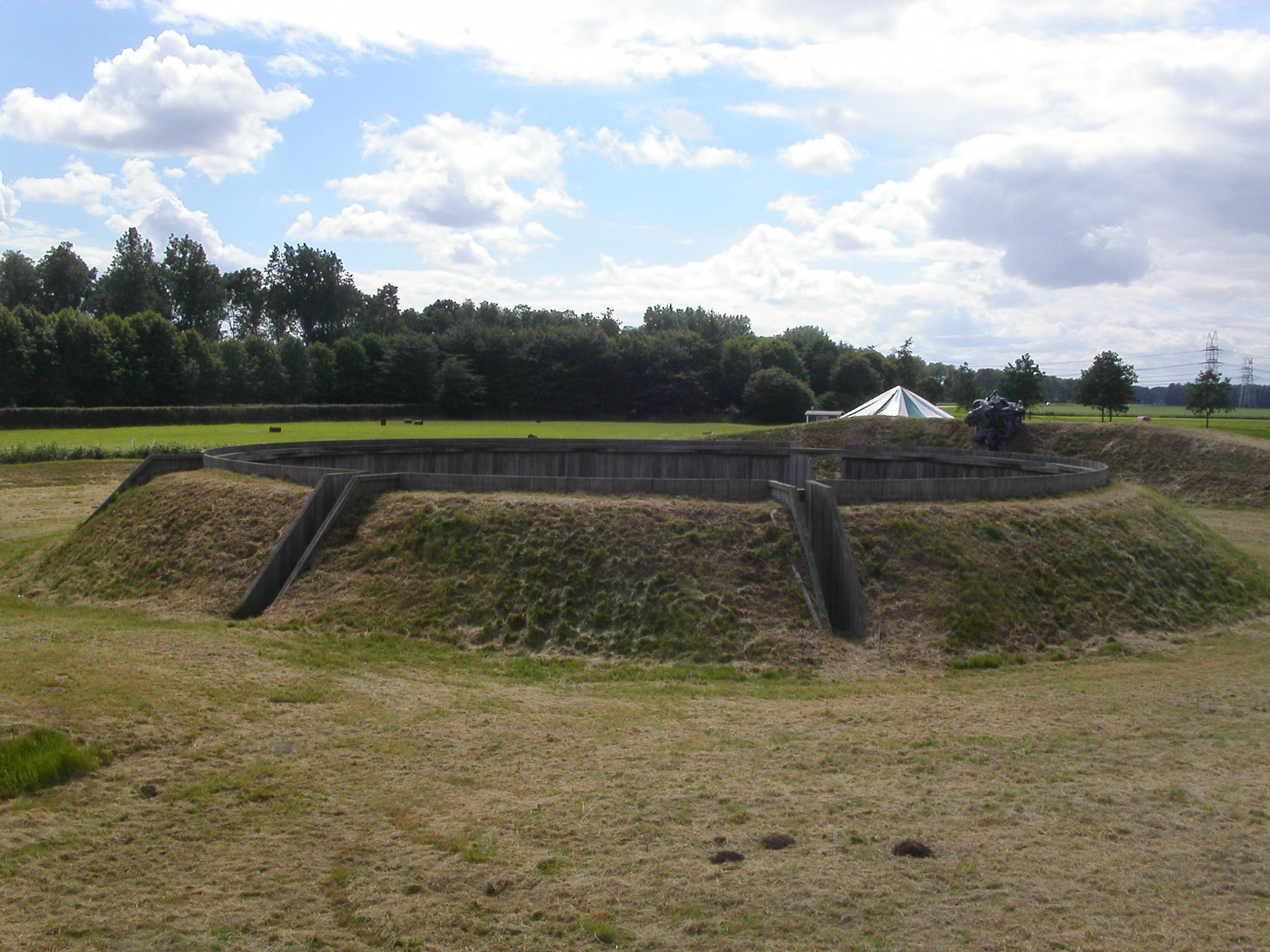
Роберт Моррис, «Обсерватория», Нидерланды

Становление энвайронмента как «движения» началось в конце 1960-х и начале 1970-х годов. На ранних этапах он больше всего ассоциировался со скульптурой — особенно с предметно-ориентированное искусством, ленд-артом и Арте повера, — возникшей из-за растущей критики традиционных скульптурных форм и практик, которые все чаще воспринимались как устаревшие и потенциально не гармонирующие с природной средой.
В октябре 1968 года Роберт Смитсон организовал в «Dawn Gallery» в Нью-Йорке выставку под названием «Земляные работы». Работы в экспозиции бросали вызов традиционным представлениям о выставках и продаже искусства, поскольку они слишком громоздкими для коллекционирования; большинство из них были представлены только фотографиями, подчеркивая невозможность их приобретения. Для таких художников выход из границ галереи и модернистской теории был достигнут буквальным выходом из города в пустыню.
«Они не изображали пейзаж, а использовали его; их искусство было не только связано с ландшафтом, но включало его в себя». В конце 1960-х и 1970-х произошел сдвиг в авангардном представлении о скульптуре, ландшафте и отношениях с ним. Этот сдвиг открыл новое пространство, и тем самым расширил способы документирования и концептуализации работ.
В Европе с 1960-х годов энвайроментом занимались такие художники, как Нильс-Удо, Жан-Макс Альберт, Петр Ковальский и другие.

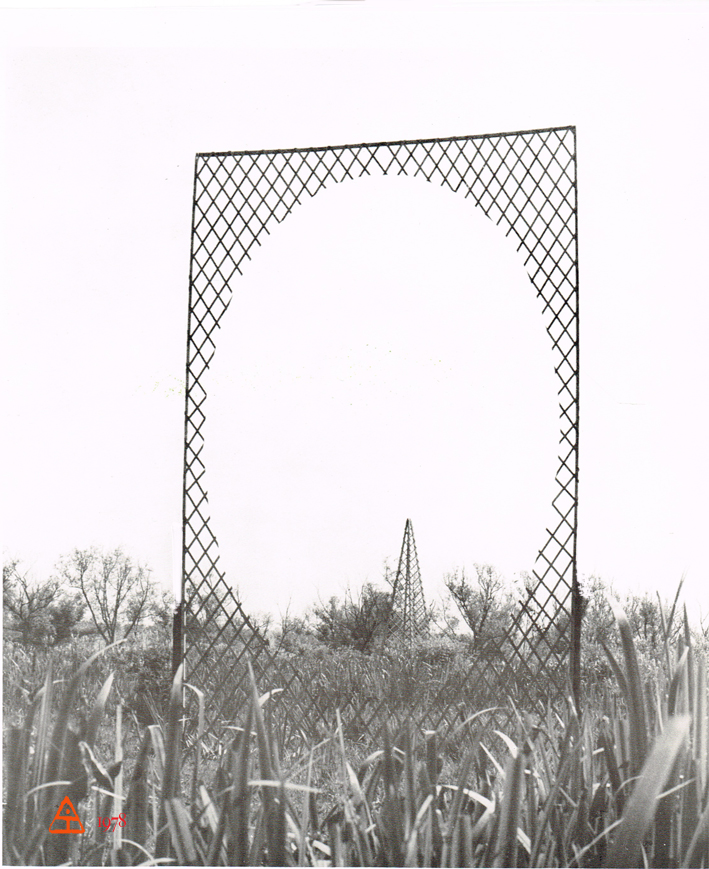
Жан-Макс Альберт, «Point reaches to point across the void (для Гордона Матта-Кларка)», Бордо 1978

## Энвайронмент в городских и публичных пространствах

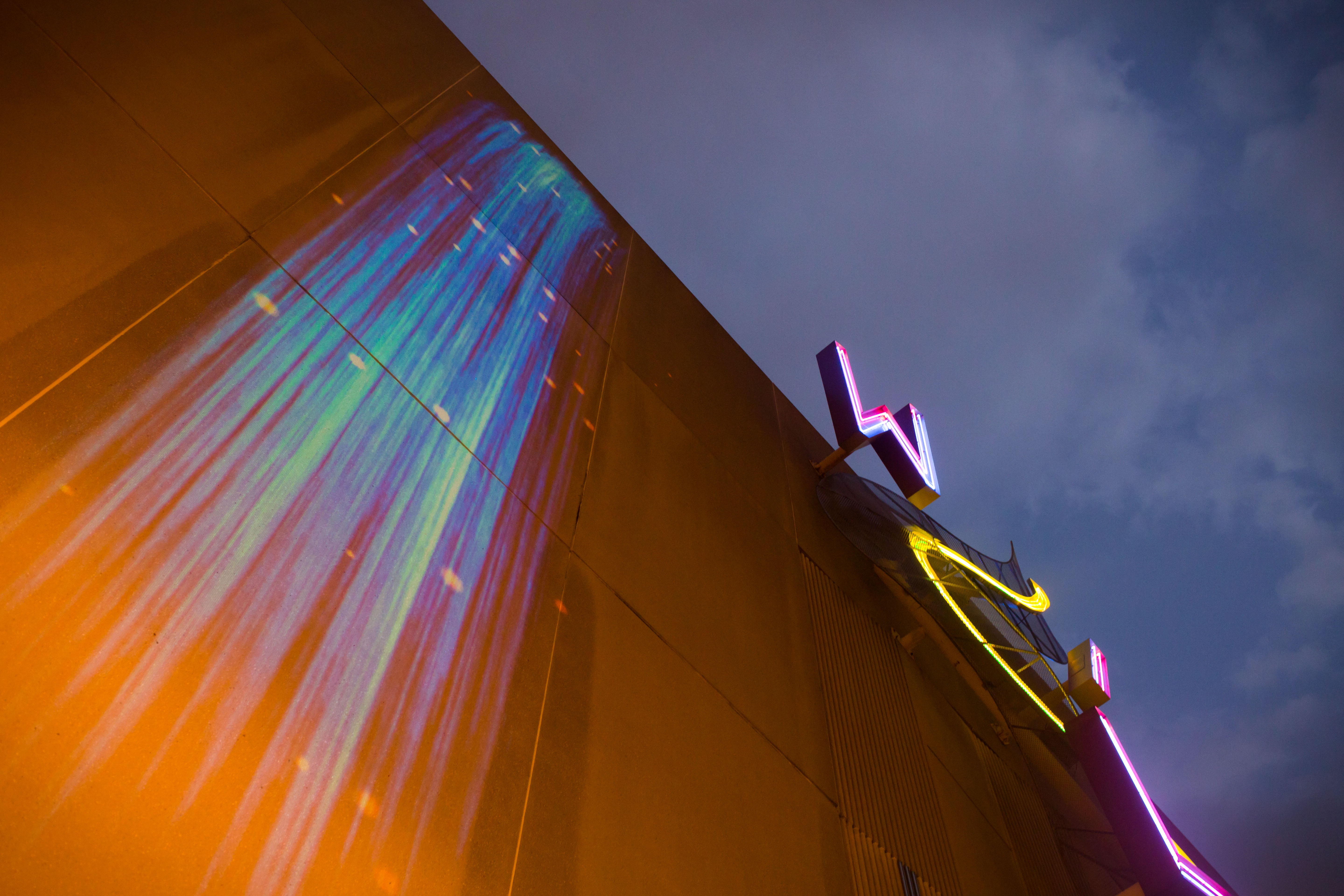
Андреа Полли, «Particle Falls» 2013

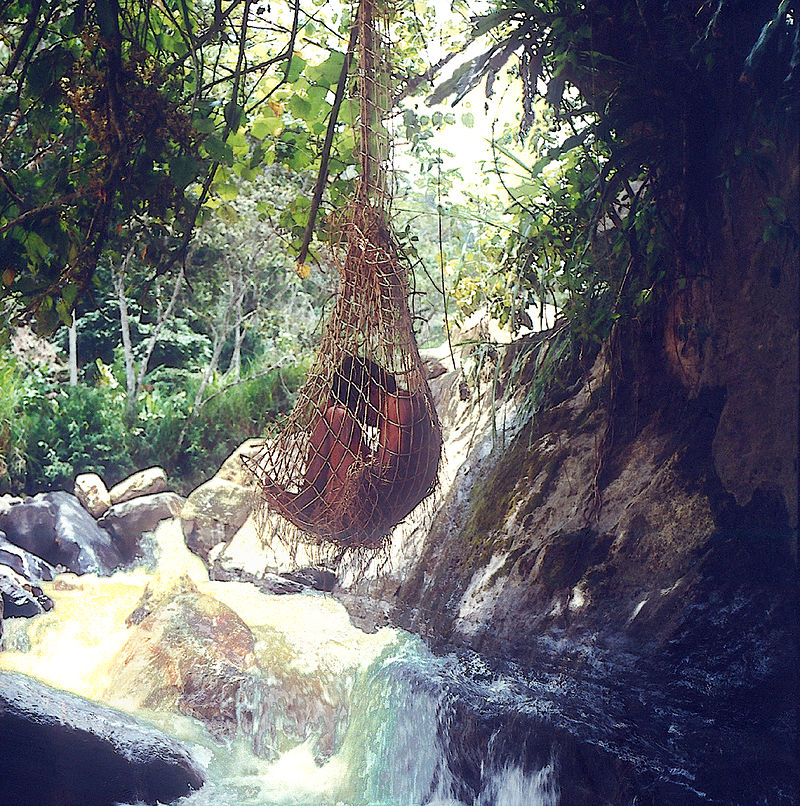
Милтон Бесерра, Венесуэла 1995

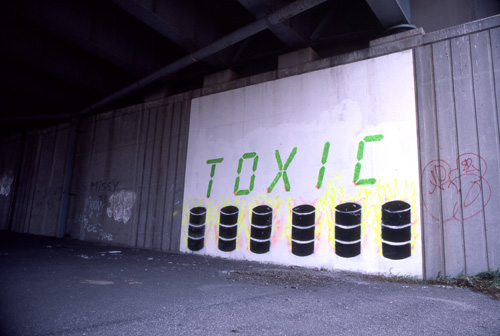
Джон Фекнер, «Toxic», Скоростная автомагистраль Лонг-Айленда,, Квинс, Нью-Йорк 1982

Подобно тому, как земляные работы в пустынях выросли из представлений о пейзажной живописи, распространение паблик-арта стимулировало художников использовать городской пейзаж как среду как платформу для обмена идеями и концепциями об окружающей среде с более широкой аудиторией. «Многие художники в энвайронменте сейчас хотят не просто зрителей для своих работ, но и публику, которой могут рассказать о значении и целях своего искусства». В то время как более ранние работы были в основном созданы на западе Америки в пустынях, в конце 1970-х и начале 1980-х годов работы проникли уже в общественный ландшафт. Такие художники, как Роберт Моррис, начали привлекать окружные департаменты и публичные комиссии по искусству для создания работ в общественных местах, таких как заброшенная гравийная яма. Герберт Байер использовал аналогичный подход и создал «Mill Creek Canyon Earthworks» в 1982 году. Проект выполнял такие функции, как борьба с эрозией, включал в себя место, служащее резервуаром в периоды сильных дождей, и парк площадью 2,5 акра в засушливые сезоны. В революционной книге Люси Липпард о параллели между современным ленд-артом и доисторической культурой рассматривались способы, которыми эти обряды, формы и образы «накладывались» на произведения современных художников, работающих с землей и природными системами.
Алан Сонфист представил ключевую идею энвайронмента как возвращения природы в городскую среду в своей первой скульптурой «Time Landscape», установленной в Нью-Йорке в 1965 году и видимой по сей день на углу Хьюстона и Ла Гуардии в нью-йоркской Гринвич-Виллидж. Священность природы и природной среды часто проявляется в работах художников энвайронмента.
Энвайронмент также охватывает сферу городского ландшафта. Художница-пионер энвайронмента Мэри Мисс начала создавать искусство в городской среде в инсталляции 1969 года «Ropes/Shore», и продолжила разрабатывать проекты с участием обширных сообществ в «City as a Living Laboratory». Агнес Денес создала работу в центре Манхэттена «Wheatfield — A Confrontation» (1982), в которой она посадила пшеничное поле величиной в два акра на свалке, покрытой обломками и щебнем. В 1978 году Барри Томас и его друзья незаконно заняли свободный участок КБР в Веллингтоне, Новая Зеландия. Он выгрузил почву из грузовика на площадку, а затем посадил 180 саженцев капусты в форме слова «Cabbage» (капуста) для своей работы «Vacant Lot of Cabbages». Затем площадка была заполнена работами художников — всё мероприятие длилось 6 месяцев и завершилось недельным фестивалем, посвященным местным деревьям и лесам. В 2012 году Музей Новой Зеландии Te Papa Tongarewa — крупнейшее культурное учреждение страны — приобрел все сохранившиеся патчеи для капусты, назвав их «важной частью нашей художественной и социальной истории».
Инсталляция Андреи Полли «Particle Falls» делала частицы в воздухе видимыми настолько, что их могли наблюдать прохожие. Для работы «HighWaterLine» Ив Мошер и другие гуляли по районам в городах, подверженных риску, таких как Нью-Йорк и Майами, отмечая прогнозируемый ущерб от наводнения, которое может возникнуть в результате изменения климата, и беседуя с жителями.

## Экоарт
Экологическое искусство, также известное как экоарт, является художественной практикой или дисциплиной, предлагающей парадигмы, направленные на сохранение форм жизни и ресурсов нашей планеты. Оно состоит из художников, ученых, философов и активистов, которые практикуют экологический подход к искусству. Экоарт отличается акцентом на системы и взаимосвязи в нашей среде: экологические, географические, политические, биологические и культурные. Экоарт создает осведомленность, стимулирует диалог, изменяет поведение человека по отношению к другим видам и способствует долгосрочному уважению к природным системам, в которых мы сосуществуем. Это проявляется как социально вовлеченное, активистское, основанное на сообществе восстановительное или интервенционистское искусство. Художник экоарта Авива Рахмани считает, что «Экологическое искусство — это художественная практика, часто в сотрудничестве с учеными, градостроителями, архитекторами и другими, которая приводит к непосредственному вмешательству в деградацию окружающей среды. Часто художник является ведущим агентом в этой практике».
Существует множество подходов к экоарту, включая, помимо прочего: репрезентативные произведения искусства, которые обращаются к окружающей среде с помощью изображений и объектов; проекты реабилитации, которые восстанавливают загрязненную окружающую среду; проекты активистов, которые вовлекают других и активируют изменение поведения и / или государственной политики; социальные скульптуры, которые вовлекают сообщества в мониторинг ландшафтов и принимают участие в устоявшихся практиках; экопоэтические проекты, которые инициируют переосмысление и перевоплощение в мир природы, вдохновляя исцеление и сосуществование с другими видами; произведения искусства, в которых участвуют такие природные элементы, как вода, погода, солнечный свет или растения; педагогические произведения искусства, которые делятся информацией об экологической несправедливости и экологических проблемах, таких как загрязнение воды и почвы и опасности для здоровья; реляционная эстетика, которая включает в себя устойчивое, перманентное существование пермакультуры.
Вклад женщин в Экоарт значителен, многие из них занесены в каталог WEAD, «Женский экологический справочник по искусству», основанный в 1995 году Джо Хансон, Сьюзен Лейбовиц Штайнман и Эстель Акамин. Художница-феминистка Люси Липпард отметила особую роль женщин-художниц в описании выставки «Weather Report Show», которую она курировала в 2007 году в Музее современного искусства в Боулдере, и в которую вошли многие художники-экологи, экологи и экофеминистки.
Зеленый Музей был виртуальным виртуальным музеем произведений энваронмента и экологического искусства. Запущенный в 2001 году, он был хранилищем для этого глобального художественного движения.

## Энвайронмент и влияние на окружающую среду

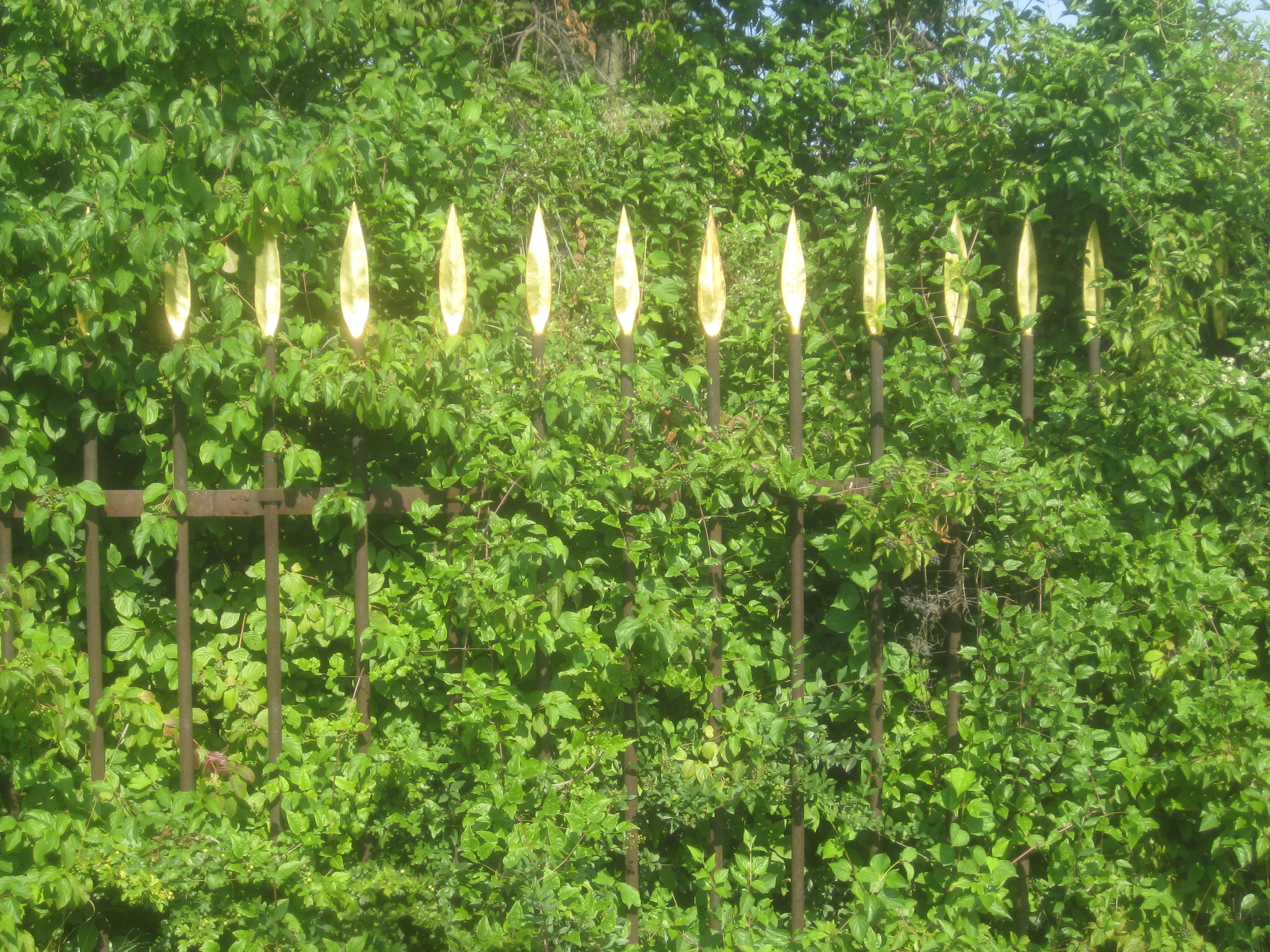
Герман де Врис, «Sanctuarium», Сад Лейбфрида, Штутгарт 2013

В энваронменте существует принципиальное различие между художниками, не учитывающими возможный ущерб окружающей среде, который может нанести их произведение искусства, и теми, чье намерение состоит в том, чтобы не наносить вред природе. Например, несмотря на свои эстетические достоинства, знаменитая скульптура американского художника Роберта Смитсона «Спиральная пристань» (1969) нанесла непоправимый урон ландшафту, с которым он работал. Точно так же критиковали европейского скульптора Кристо, когда он в 1969 году временно обернул береговую линию в Литтл-Бэй, к югу от Сиднея, Австралия. Комментарии защитников природы привлекли международное внимание экологов и заставили современных художников в этом регионе переосмыслить ленд-арт и предметно-ориентированное искусство.
Устойчивое (Sustainable) искусство создается с учётом более широкого воздействия произведения и его восприятия по отношению к окружающей среде (социальной, экономической, биофизической, исторической и культурной). Некоторые художники предпочитают минимизировать свое потенциальное воздействие, в то время как другие работы включают восстановление естественного состояния пейзажа.
Британский скульптор Ричард Лонг в течение нескольких десятилетий создавал временные скульптурные работы на открытом воздухе из природных материалов, найденные на месте, такие как камни, грязь и ветки, которые, следовательно, не будут оказывать никакого вредного воздействия. Крис Друри создал работу под названием «Medicine Wheel», которая была результатом ежедневной медитативной прогулки один раз в день в течение календарного года. Результатом этой работы стала мозаичная мандала из найденных объектов: искусство природы как процесс-арт. Художник-растениевод Стэн Херд демонстрирует похожую связь и уважение к земле.
Ведущие художники энвайронмента, такие как британский художник и поэт Хэмиш Фултон, голландский скульптор Герман де Врис, австралийский скульптор Джон Дэвис и британский скульптор Энди Голдзуорти, также безвредно воздействуют на пейзаж, с которым работают; в некоторых случаях они восстанавливали поврежденную землю с соответствующей местной флорой в процессе создания своей работы. Таким образом, произведение искусства возникает из чувствительности к среде обитания.
Возможно, самым знаменитым примером энваронмента в конце 20-го века было «7000 дубов», экологическая акция, организованная в рамках «Документы» в 1982 году Йозефом Бойсом, в ходе которой художник и его помощники показали состояние местной окружающей среды, посадив 7000 дубов в городе Кассель и его окрестностях.

## Экологическая осведомленность и трансформация
Другие художники, такие как эко-феминистка Авива Рахмани, размышляют о нашей человеческой вовлеченности в мир природы и создают экологически информированные произведения искусства, нацеленные на трансформацию или освоение. Экоарт-писатель и теоретик Линда Вайнтрауб ввела термин «cycle-logical», чтобы описать корреляцию между переработкой отходов и психологией. Вайнтрауб ссылается на работы Макартуровской стипендиатки Сары Зе, которая перерабатывает и повторно использует бытовые предметы. Её саморефлексивные работы привлекают внимание к нашей загроможденной вещами жизни и культуре потребления. «Energy field» Брижит Хитшлер состоит из 400 красных диодов, потребляющих энергию из кучи калийного шлака, используя искусство и науку, чтобы выявить скрытую материальную культуру.
Художник-эколог и активист, Беверли Найдус, создает инсталляции, которые освящают проблемы экологического кризиса, ядерного наследия, и создают работы на бумаге, которые предполагают трансформацию. Её общинный проект по пермакультуре «Eden Reframed» восстанавливает деградировавшую почву с помощью фиторемедиации и грибов, и создаёт общественное место для выращивания и сбора лекарственных растений и пищевых растений. Найдус является педагогом, преподававшим в университете штата Вашингтон в Такоме более десяти лет, где она создала междисциплинарную студийную программу «Искусство в сообществе», объединяющую искусство с экологией и социально активными практиками. Книга Найдус «Искусство для перемен: преподавание вне рамок» — это ресурс для учителей, активистов и художников. Скульптор и художник Эрика Ваненмахер была вдохновлена Тони Прайсом в её работах, посвященных творчеству, мифологии и ядерному присутствию в Нью-Мексико.

## Скульптура возобновляемой энергии

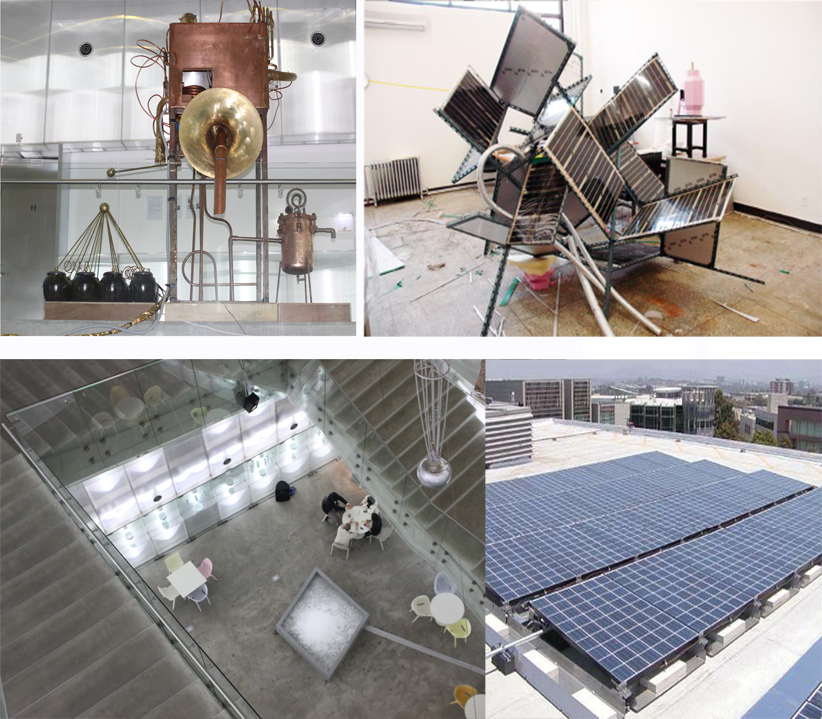
Ральф Сэндер, «World Saving Machine III», MoA Museum of Art, Сеул, Южная Корея

Скульптура из возобновляемых источников энергии — новая область в энвайронменте. В ответ на растущую обеспокоенность по поводу глобального изменения климата художники создают вмешательство в окружающую среду на функциональном уровне, объединяя эстетические реакции со свойствами выработки или экономии энергии. Практики этой развивающейся области часто работают в соответствии с экологически обоснованными этическими и практическими нормами, которые соответствуют критериям экодизайна. «Queensbridge Wind Power Project», разработанный Андреей Полли, является примером экспериментальной архитектуры, включающей ветряные турбины в конструкцию моста для создания оригинального дизайна, а также освещения моста и соседних областей. Скульптура Ральфа Сандера, «World Saving Machine», использовала солнечную энергию для создания снега и льда возле Сеульского музея искусств жарким корейским летом.